# カナダバルサム
カナダバルサム (canada balsam) とは、アメリカ合衆国東部およびカナダに広く産するバルサムモミ（Abies balsamea L. またはBalsam fir）などから採取される天然樹脂の一種で、松脂に似た性状をもつ粘りのある液体である。色はハチミツ状の淡黄色から薄い茶褐色透明を呈する。光学ガラスの接合やプレパラートへの試料封入に用いられる他、特有の芳香（松脂に類似しており、一般にバルサム臭と称される）を利用してアロマテラピー・香料などに用いられる。

## 製法
モミ類の樹皮からの有機溶媒抽出・蒸留、およびこの組み合わせによって製造されている。（このとき低沸点物質は回収され、テレピン油として画材などに用いられる）

## 成分
樹皮から抽出されたバルサムは約55%が樹脂酸から構成されている。樹脂酸は主にジテルペンのカルボン酸からなり、アビエチン酸、ネオアビエチン酸が主な成分である。また約25%が揮発性のモノテルペンであり、これはαおよびβ-ピネン、α-フェナンドレンなどから構成される。残りの20%はセスキテルペン、ジテルペンからなり、主成分はラブナン骨格のジテルペンアルコール、アビエノールである。
他に幼若ホルモン活性を持つセスキテルペン、ジュバビオンなどが微量成分として発見されている。

## 用途
屈折率が1.52程度と高く、クラウンガラスの屈折率に近い。そのため光学ガラスやレンズの接合に用いられた。この用途においては100年以上の歴史があるが、淡黄色に着色が発生し、経年劣化によってその程度が進行すること、耐候性がやや劣ること、加熱で軟化させて作業を行う必要があるため光硬化樹脂と比較して作業性が劣り、特に複数枚レンズの接合作業が困難であることなど（この特性は逆に接着面をはがす必要がある場合にはメリットとなる）から、現在は合成樹脂系の貼合材料に代替されてしまった。
なお有機溶剤やアルコール類に溶解することから、光学やプレパラート封入用に市販されているものにはキシレンなどで薄め、粘性を低下させて扱いやすくしたものがある。
バルサムを用いて接合を行う際には、加熱によって溶剤を揮発させるとともにバルサムを軟化させ、接合面から気泡を追い出しながら冷却することによって行う。